# Corsinia coriandrina
Corsinia coriandrina är en bladmossart som först beskrevs av Spreng., och fick sitt nu gällande namn av Sextus Otto Lindberg. Corsinia coriandrina ingår i släktet Corsinia och familjen Corsiniaceae. Inga underarter finns listade i Catalogue of Life.